# Mind of Mine
| Совокупная оценка            | Совокупная оценка                                                        |
| Источник                     | Оценка                                                                   |
| ---------------------------- | ------------------------------------------------------------------------ |
| Metacritic                   | 68/100                                                                   |
| Оценки критиков              |                                                                          |
| Источник                     | Оценка                                                                   |
| AXS                          | [ 8 ]                                                                    |
| Entertainment Weekly         | B+                                                                       |
| International Business Times | [ 10 ]                                                                   |
| MusicOMH                     | [ 11 ]                                                                   |
| Newsday                      | A                                                                        |
| NME                          | [ 4 ]                                                                    |
| Rolling Stone                | [ 13 ]                                                                   |
| Slant                        | [ 14 ]                                                                   |
| The Guardian                 | 4 из 5 звёзд · 4 из 5 звёзд · 4 из 5 звёзд · 4 из 5 звёзд · 4 из 5 звёзд |

Mind of Mine — дебютный студийный альбом британского певца Зейна Малика, выпущенный 25 марта 2016 года.
Он стал первым сольным альбомом для бывшего участника бойз-бенда One Direction. Диск дебютировал на первых местах в США, Великобритании, Австралии, Канаде, Новой Зеландии, Норвегии, Швеции и в других странах. Зейн стал первым в истории британским певцом, который с дебютным альбомом сразу попал на первые места хит-парадов США (Billboard 200) и Великобритании (UK Albums Chart).

## Об альбоме
В музыкальном плане в альбоме преобладают стили R&B и альтернативный R&B, но он содержит большое разнообразие музыкальных жанров, в том числе поп-музыку, фолк, соул (включая британский соул и неосоул), даб, фанк,, электронную музыку, регги, пакистанскую музыку Каввали (Qawwali) (строфы Газель), хип-хоп, классическую музыку и софт рок. Альбом сочетает музыку разных времён, включая модерн, ретро, музыку 1980-х и музыку 1990-х, в то время как тональности альбома варьируют от медленных баллад до ударного клубного джема.
В США Mind of Mine дебютировал на позиции № 1 в основном американском хит-параде Billboard 200 с тиражом 157 000 альбомных единиц (включая продажи альбома, эквивалентные продажи треков и эквивалентные потоки), включая 112 000 истинных альбомных продаж и 40,8 млн потоков (streams), что стало одним из высших еженедельных стриминговых показателей для одного альбома. Благодаря своему первому альбому Зейн поставил несколько рекордов: он стал первым британским мужчиной-исполнителем (солистом), дебютировавшим на позиции № 1 со своим первым альбомом в карьере; первым британским мужчиной-солистом на первом месте со своим дебютным диском впервые после Джорджа Майкла (Faith; в 1988 он дебютировал на № 41 и через девять недель достиг позиции № 1); Зейн стал первым британским исполнителем, дебютировавшим на первом месте со своим первым альбомом впервые после дебютного альбома его же собственной прошлой группы One Direction Up All Night (31 марта 2012); молодой певец стал первым британским исполнителем, дебютировавшим на позиции № 1 со своим первым диском одновременно и в США (Billboard 200) и в Великобритании (UK Albums Chart) впервые после шотландской певицы Сьюзан Бойл (I Dreamed a Dream, 2009). Зейн также стал одним из немногих в истории исполнителей, которые были на позиции № 1 и сольно и в составе своих групп, вместе с такими звёздами, как Джастин Тимберлейк (’N Sync), Гвен Стефани (No Doubt), Бейонсе (Destiny's Child) и Эминем (D12). Зейн стал первым британским мужчиной-солистом, дебютировавшим на позиции № 1 и в США и в Великобритании и третьим исполнителем, дебютировавшим на первом месте одновременно и в альбомном чарте Billboard 200, и в сингловом Billboard Hot 100 с дебютными работами в каждом из них (ранее это были певица Лорин Хилл и певец Клэй Эйкен). Mind of Mine стал одним из лучших дебютантов на первом месте в 2016 году и помог снова подняться в сингловом чарте хиту «Pillowtalk» (с восьмого места на № 4 в Hot 100). Выход альбома помог Зейну достичь позиции № 1 в списке Billboard Artist 100, сместив оттуда Джастин Бибер.

## Отзывы критиков
Альбом Mind of Mine получил положительные отзывы музыкальных критиков и интернет-изданий: NME, USA Today, The Independent, Newsday, AM New York, Cleveland, Pigeons & Planes, Complex, MusicOMH, Slant, Rolling Stone, Los Angeles Times, Toronto Sun, Los Angeles Times, The New York Times.

## Список композиций
| №                   | Название                      | Автор(ы)                                                                        | Продюсеры               | Длительность |
| ------------------- | ----------------------------- | ------------------------------------------------------------------------------- | ----------------------- | ------------ |
| 1.                  | «Mind of Mindd (Intro)»       | Zayn Malik Chase Wells James Griffin Kevin Rains James Emerson Salvador Waviest | XYZ                     | 0:57         |
| 2.                  | «Pillowtalk»                  | Malik Levi Lennox Anthony Hannides Michael Hannides Joe Garrett                 | [a][b]                  | 3:23         |
| 3.                  | «It's You»                    | Malik James Ho Harold Lilly                                                     | Malay                   | 3:46         |
| 4.                  | «Befour»                      | Malik Ho Lilly Terrence "Scar" Smith                                            | Malay                   | 3:29         |
| 5.                  | «She»                         | Malik Alan Sampson A. Hannides M. Hannides                                      | Sampson MYKL            | 3:09         |
| 6.                  | «Drunk»                       | Malik Sampson A. Hannides M. Hannides                                           | Sampson MYKL [c] [ 40 ] | 3:25         |
| 7.                  | «Intermission: Flower»        | Malik Ho                                                                        | Malay                   | 1:44         |
| 8.                  | «Rear View»                   | Malik Ho Lilly                                                                  | Malay                   | 3:21         |
| 9.                  | «Wrong» (при участии Kehlani) | Malik Wells Griffin Rains Emerson Waviest Kehlani Parrish                       | XYZ                     | 3:32         |
| 10.                 | «Fool for You»                | Malik Wells Griffin Rains Emerson Waviest                                       | XYZ                     | 3:22         |
| 11.                 | «Borderz»                     | Malik Ho Lilly A. Hannides M. Hannides                                          | Malay                   | 3:59         |
| 12.                 | «Truth»                       | Malik Ho Wells Griffin Rains Emerson Waviest                                    | XYZ Malay               | 4:05         |
| 13.                 | «Lucozade»                    | Malik Wells Griffin Rains Emerson Waviest                                       | XYZ                     | 4:12         |
| 14.                 | «TIO»                         | Malik Herbie Crichlow A. Hannides M. Hannides                                   | MYKL                    | 2:58         |
| Общая длительность: | Общая длительность:           | Общая длительность:                                                             | Общая длительность:     | 45:20        |

| №                   | Название            | Автор(ы)                                  | Продюсеры           | Длительность |
| ------------------- | ------------------- | ----------------------------------------- | ------------------- | ------------ |
| 15.                 | «Blue»              | Malik Ho Lilly Johann Sebastian Bach      | Malay               | 3:44         |
| 16.                 | «Bright»            | Malik Ho Lilly                            | Malay               | 2:56         |
| 17.                 | «Like I Would»      | Malik Wells Griffin Rains Emerson Waviest | XYZ                 | 3:12         |
| 18.                 | «She Don’t Love Me» | Malik Wells Griffin Rains Emerson Waviest | XYZ                 | 4:15         |
| Общая длительность: | Общая длительность: | Общая длительность:                       | Общая длительность: | 59:27        |

| №                   | Название            | Автор(ы)                                  | Продюсеры           | Длительность |
| ------------------- | ------------------- | ----------------------------------------- | ------------------- | ------------ |
| 19.                 | «Do Something Good» | Malik Ho Lilly                            | Malay               | 3:51         |
| 20.                 | «Golden»            | Malik Wells Griffin Rains Emerson Waviest | XYZ                 | 3:14         |
| Общая длительность: | Общая длительность: | Общая длительность:                       | Общая длительность: | 66:32        |

| №                   | Название                               | Автор(ы)                                     | Продюсеры           | Длительность |
| ------------------- | -------------------------------------- | -------------------------------------------- | ------------------- | ------------ |
| 21.                 | «Pillowtalk» (The Living Room Session) | Malik Lennox A. Hannides M. Hannides Garrett | Lennox MYKL [a] [b] | 2:25         |
| Общая длительность: | Общая длительность:                    | Общая длительность:                          | Общая длительность: | 68:57        |

Примечания
- «Blue» включает интерпретацию «Prelude in G Major», написанную Johann Sebastian Bach.
- ↑  дополнительный рекорд-продюсер
- ↑  продюсер по вокалу
- ↑  сопродюсер

## Чарты и сертификации
Mind of Mine дебютировал на первом месте американского хит-парада Billboard 200, став первым для Зейна чарттоппером в США.

### Еженедельные чарты
| Чарт (2016)                          | Высшая позиция |
| ------------------------------------ | -------------- |
| Австралия (ARIA)                     | 1              |
| Австрия (Ö3 Austria)                 | 2              |
| Бельгия/Фландрия (Ultratop)          | 8              |
| Бельгия/Валлония (Ultratop)          | 5              |
| Канада (Canadian Albums Chart)       | 1              |
| Чехия (ČNS IFPI)                     | 16             |
| Дания (Hitlisten)                    | 9              |
| Нидерланды (Album Top 100)           | 3              |
| Финляндия (Suomen virallinen lista)  | 3              |
| Франция (SNEP)                       | 3              |
| Германия (Offizielle Top 100)        | 9              |
| Венгрия (Mahasz)                     | 24             |
| Ирландия (IRMA)                      | 2              |
| Италия (Classifica album)            | 2              |
| Япония (Oricon)                      | 29             |
| Япония (Oricon)                      | 2              |
| Республика Корея (Gaon)              | 3              |
| Новая Зеландия (RMNZ)                | 1              |
| Норвегия (VG-lista)                  | 1              |
| Шотландия (Scottish Albums Chart)    | 3              |
| Швеция (Sverigetopplistan)           | 1              |
| Швейцария (Schweizer Hitparade)      | 5              |
| Китайская Республика (Five Music)    | 1              |
| Великобритания (UK Albums Chart)     | 1              |
| Великобритания (UK R&B Albums Chart) | 1              |
| США (Billboard 200)                  | 1              |

## Сертификации
| Регион | Сертификация | Продажи   |
| --- | ------------ | --------- |
| Канада (Music Canada) | Платиновый   | 80 000    |
| Дания (IFPI Danmark) | Золотой      | 10 000    |
| Мексика (AMPROFON) | Золотой      | 30 000^   |
| Польша (ZPAV) | Платиновый   | 20 000    |
| Великобритания (BPI) | Золотой      | 100 000   |
| США (RIAA) | Платиновый   | 1 000 000 |
| * Данные о продажах приведены только на основе сертификации. · ^ Данные о тиражах приведены только на основе сертификации. · Данные о продажах + прослушиваниях приведены только на основе сертификации. |              |           |

## История релиза
| Дата          | Формат(ы)           | Лейбл | Издание                | Ссылки |
| ------------- | ------------------- | ----- | ---------------------- | ------ |
| 25 марта 2016 | CD digital download | RCA   | Стандартный делюксовый | [ 36 ] |
| TBA           | Винил               | RCA   | Стандартный            | [ 77 ] |